# محمد عبد الحليم سعيد
محمد عبد الحليم سعيد (بالإنجليزية: Muhammad Abdel-Haleem)‏ (مواليد ثلاثينيات القرن العشرين) هو بروفيسور الدراسات الإسلامية في مدرسة الدراسات الشرقية والإفريقية بجامعة لندن. من أهم آثاره: ترجمة القرآن للإنجليزية (مطبعة جامعة أكسفورد - 2004 م)، وهو أيضاً رئيس تحرير مجلة الدراسات القرآنية.

## نشأته
ولد بقرية «الأسدية» التابعة لمركز أبو حماد بمحافظة الشرقية. حفظ القرآن الكريم في كُتّاب القرية، والتحق بالمعهد الديني الأزهري بالزقازيق، ثم انتقل إلى كلية دار العلوم (جامعة القاهرة) وحاز المرتبة الأولى فعُين معيداً بالكلية.

## عمله الأكاديمي
ابتُعث بعد ذلك للدراسة في جامعة كامبريدج بإنجلترا، وبقي بها حتى عام 1971، ثم انتقل إلى جامعة لندن التي يعمل بها حتى الآن. وقد حوّل تخصصه من تدريس الأدب العربي إلى الدراسات الإسلامية والقرآنية، وتفرّغ سبع سنوات يعمل على ترجمة عصرية للقرآن الكريم، والتي تُعد أفضل الترجمات الإنجليزية المعاصرة. وعقب ذلك كرّمته ملكة انجلترا ومنحته رتبة الإمبراطورية البريطانية عام 2008 «تقديراً لخدماته للثقافة العربية والأدب والتفاهم بين الأديان».